# Mr. Justice Raffles
Mr. Justice Raffles er en britisk stumfilm fra 1921 af Gaston Quiribet og Gerald Ames.

## Medvirkende
- Gerald Ames som A.J. Raffles
- Eileen Dennes som Camilla Belsize
- James Carew som Dan Levy
- Hugh Clifton som Teddy Garland
- Lyonel Watts som Bunny
- Gwynne Herbert som Lady Laura Belsize
- Henry Vibart som Mr. Garland
- Peggy Patterson som Dolly Fairfield
- Pino Conti
- Townsend Whitling